# Курило, Игорь Михайлович
И́горь Миха́йлович Кури́ло (укр. Ігор Миколайович Курило; род. 3 мая 1993, Зборов, Тернопольская область) — украинский футболист, защитник клуба «Металлист 1925».

## Клубная карьера
Заниматься футболом начал в 7 лет в сборной ДЮСШ, первый тренер — Владимир Михайлович Васильчишин. Впоследствии Василий Александрович Матвейков пригласил юного футболиста в Тернополь. Под руководством Матвейкива Курило тренировался в спецклассе четыре года. Параллельно выступал в детско-юношеской футбольной лиге Украины за команду БРВ-ВИК из Владимира-Волынского.
После окончания школы поступил в Тернопольский национальный педагогический университет имени Гнатюка, где была сильная футбольная команда. Сразу в её состав не попал, но через зиму закрепился в ней, завоевал место в основном составе и в 2011 году стал с ней чемпионом области, обладателем суперкубка и финалистом Всеукраинской студенческой лиги.
С 2012 года в составе ФК «Тернополь» выступал во Второй лиге Украины. В сезоне 2013/14 за два тура до завершения чемпионата завоевал путевку в Первую лигу, став бронзовым призером.
С августа 2017 года был игроком «Агробизнеса». В составе этого клуба стал победителем Второй лиги 2017/18. В сезоне 2020/21 играл в полуфинале Кубка Украины. Был одним из трех футболистов «Агробизнеса», которые вскоре после начала полномасштабного российского вторжения вернулись в Украину с заграничных сборов.
10 июля 2022 года стал игроком харьковского «Металлиста 1925».

## Карьера в сборной
Капитан студенческой сборной Украины на XXVIII Всемирной летней Универсиаде в Южной Корее.

## Достижения
«Тернополь»
- Бронзовый призёр Второй лиги Украины: 2013/14

«Агробизнес»
- Победитель Второй лиги Украины: 2017/18